# Саттаров, Фаузи Миннимуллович
Фаузи Миннимуллович Саттаров (5 августа 1923 года, Уфа — 28 июля 1996 года) — советский артист балета, балетмейстер. Один из основоположников балета Башкортостана. Заслуженный артист РСФСР (1955). Заслуженный артист Башкирской АССР (1952).

## Биография
Фаузи Миннимуллович Саттаров родился  5 августа 1923 года в Уфе. В 1941 году окончил Ленинградское хореографическое училище (педагог А. И. Пушкин). В годы Великой Отечественной войны добровольцем ушёл на фронт. Окончил Камышенское военно- пехотное училище. Командовал взводом. В 1943 году во время подготовки к празднованию 25-летия Башкирской Автономной республики был отозван в театр в Уфу.
Выступал солистом на сцене Башкирского государственного театра оперы и балета (ГТОиБ). В 1950—1964 годах работал преподавателем балетной студии театра, в 1967—1976 годах — главный балетмейстер театра.
В 1981—1988 годах — балетмейстер-постановщик Башкирского государственного театра оперы и балета. Артист имел яркую сценическую внешность, имел чувство стиля, владел мастерством дуэтного танца.
Был постоянным партнёром народной артистки Башкортостана Гузель Сулеймановой.
В 1945 году Сатаров танцевал в роли Вацлава в балете «Бахчисарайский фонтан», потом — в роли Арсланбая в балете «Журавлиная песнь». Он был единственным исполнителем партии Салавата Юлаева в балете «Горный орёл». В репертуаре дуэтной пары Г. Сулеймановой и Ф. Сатарова были также концертные номера, такие как «Вальс» на музыку И. Дунаевского, «Элигия» Р. Рахманинова, а также балетные фрагменты из различных опер.
В конце 1950-х годов Г. Сулейманова и Ф. Сатаров много выступали за рубежом (18 стран). Там они выступали с адажио из «Журавлиной песни» и другими балетными номерами.

## Партии в спектаклях
Фаузи Миннимуллович Саттаров выступал в партиях: Вацлав (“Бахчисарайский фонтан” Б. В. Асафьева, дебют; 1945), Зигфрид (“Лебединое озеро” П. И. Чайковского), Альберт (“Жизель” А.Адана), Ромео (“Ромео и Джульетта” С. С. Прокофьева), Юмагул (“Журавлиная песнь”), Фрондосо (“Лауренсия” А. А. Крейна), Ленни (“Тропою грома” К. А. Караева), Салавата (“Горный орёл”), Тимергола (“Горная быль” А. С. Ключарёва), Закира (“Черноликие” Х. Ш. Заимова и А. Г. Чугаева).
Принимал участие в Декаде башкирской литературы и искусства в Москве (1955).
Как балетмейстер, Саттаров ставил балеты: “Бахчисарайский фонтан” Асафьева (1945, 1970), “Зюгра” Н.Г.Жиганова (совместно с Ф. А. Гаскаровым, 1946), “Шурале” Ф. З. Яруллина (1969), хореографическую миниатюру “Элегия” на музыку С. В. Рахманинова (совместно с С. В. Дречиным), танцы в операх, музыкальных комедиях, опереттах.

## Награды и звания
- Заслуженный артист РСФСР (1955)
- Заслуженный артист Башкирской АССР (1952).